# کلریتی کپیتال
کلریتی کپیتال (انگلیسی: Clarity Capital) شرکت سرمایه‌گذاری اسرائیلی است، که در سال ۲۰۰۷ تأسیس شد.